# Leo von Caprivi
Vous lisez un « bon article » labellisé en 2012.
Pour les articles homonymes, voir Caprivi.
Georg Leo, comte von Caprivi de Caprara de Montecuccoli, né Georg Leo von Caprivi, fait comte en 1891 (né le 24 février 1831 à Charlottenbourg et mort le 6 février 1899 sur le domaine de Skyren près de Crossen-sur-l'Oder) est un général d'infanterie et homme d'État prussien.
Après une formation militaire à l'Académie de guerre de Prusse, il gravit les échelons hiérarchiques et se distingue en particulier lors de la guerre franco-allemande de 1870. Nommé chef de la Marine, il entre rapidement en conflit avec l'empereur Guillaume II qui envisage la Marine comme une pièce offensive dans ses projets militaires et finit par démissionner. En 1890, il prend la succession d'Otto von Bismarck en tant que chancelier de l'Empire allemand et le reste jusqu'en 1894.
Caprivi inaugure alors sa politique du « Nouveau cours ». Sur le plan intérieur, elle est marquée par une volonté d'apaisement au sein des différentes couches de la population. Caprivi tente de concilier les antagonismes en engageant par exemple des réformes sociales en matière de code du travail ou de temps de travail. Sur le plan extérieur, la politique de Caprivi est synonyme de rapprochement avec le Royaume-Uni et d'une politique commerciale offensive. Il met ainsi fin à la politique protectionniste mise en place par son prédécesseur.
Sa politique, aussi bien intérieure qu'étrangère, rencontre une forte résistance, aussi bien de la part des nationalistes extrémistes que de la part des grands propriétaires terriens, les Junker. On lui reproche de ne pas défendre assez fermement les intérêts de l'Allemagne. C'est la réforme scolaire prévoyant la confessionnalisation de l'école qui cause la chute du chancelier en 1894.
Renvoyé par Guillaume II, il se retire aussitôt de la vie politique. La figure de Caprivi a peu fait l'objet d'études scientifiques. Si ses contemporains ont longtemps relayé l'image d'un chancelier maladroit et incapable — Bismarck ayant beaucoup contribué à la propager — la majorité des historiens actuels s'accordent sur une image plus nuancée de l'action de Caprivi, voyant en lui un homme politique ambitieux mais manquant de soutiens dans le monde politique.

## Famille
Si certaines recherches le présentent comme provenant d'Italie du nord et descendant de la famille Caprara de Montecucculi, les documents ne permettent pas d'attester cette ascendance. La Neue Deutsche Biographie ne comporte elle non plus aucune référence à ce patronyme. Il est toutefois prouvé que Caprivi appartient à une famille originaire de Carniole dont l'ancêtre connu le plus lointain est Andreas Kopriva, un chevalier mort aux alentours de 1570 (kopriva signifiant « ortie » en slovène). Au XVIIe siècle, la famille se transplante en Silésie. Elle est anoblie au rang de chevalier en 1653 par Ferdinand III, empereur du Saint-Empire romain germanique, puis est de nouveau anoblie en Autriche pour services rendus dans les guerres contre les Turcs. C'est à la fin de ce même siècle que la famille prend le nom de « von Caprivi ».
Arrière-petit-fils de l'historien et poète Julius Leopold von Caprivi, Leo von Caprivi est le fils aîné de Leopold von Caprivi, membre de la cour suprême de Prusse, syndic et membre de la Chambre des seigneurs de Prusse, et d'Émilie Köpke. Sa mère fait partie d'une famille de la bourgeoisie « éduquée ». Elle est la fille de Gustav Köpke alors professeur de théologie et directeur du lycée berlinois du monastère franciscain. La famille von Caprivi compte un certain nombre de militaires. Ainsi le frère cadet de Leo, Raimund est lieutenant général. Son neveu, également prénommé Leo, est Flügeladjutant (grade militaire) de l'empereur Guillaume II. Le fait que Caprivi ne soit pas un grand propriétaire terrien le différencie nettement de la plupart des autres membres de l'élite prussienne.

## Carrière militaire

### Ascension

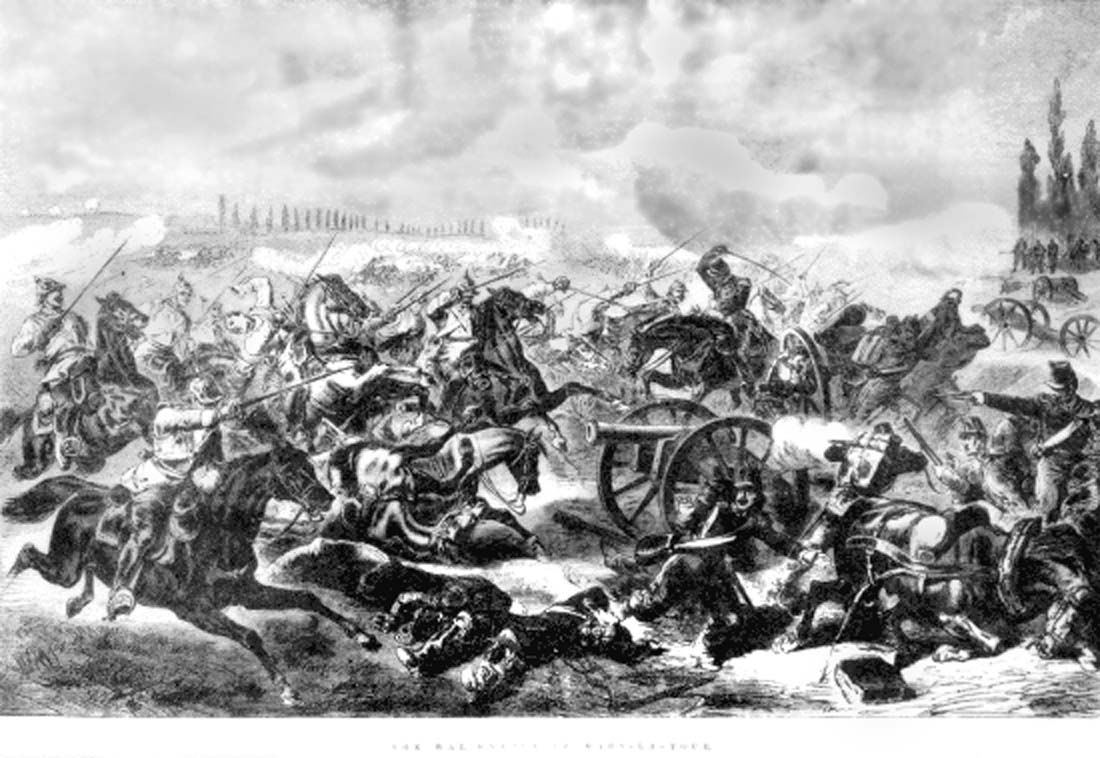
Image de presse représentant la bataille de Mars-la-Tour.

Caprivi étudie au lycée de Friedrichswerder de Berlin où il obtient son Abitur en 1849. Le 1er avril 1849, il s'engage comme volontaire dans la 1re compagnie du 2e régiment de grenadiers de la Garde. Il est nommé sous-lieutenant (Secondeleutnant) le 19 septembre 1850 quand il entre à l'Académie militaire prussienne d'où il sort le 31 mai 1859 avec le grade de premier-lieutenant. Il sert ensuite dans le département topographique de l'état-major en tant que capitaine. Lors de la seconde guerre des Duchés en 1864, il est membre du commandement de la 5e division. En 1865, il devient chef de compagnie d'un régiment d'infanterie. Pendant la guerre austro-prussienne de 1866, il fait partie une nouvelle fois de l'état-major au grade de major, ce qui lui permet de guider la 1re armée conjointement avec Frédéric-Charles de Prusse.
Par la suite, il entre dans le commandement du corps de la Garde, puis il devient en 1870, tout d'abord de manière provisoire, chef de l'état-major du 10e corps d'armée. Caprivi est alors considéré comme l'élève le plus talentueux de Moltke. Lors de la guerre franco-allemande de 1870, il est confirmé à son poste de commandant du Xe corps d'armée au grade de lieutenant-colonel. Cette décision de nommer un officier si jeune à la tête d'un corps d'armée est particulièrement remarquée. Il remplit les attentes placées en lui en contribuant plusieurs fois à la victoire : à Mars-la-Tour, lors du siège de Metz, tout comme à Beaune-la-Rolande que les commentateurs de l'époque qualifient de « feuille de laurier dans la couronne du Xe corps ». Pour ses services, il est nommé colonel en 1872 puis décoré de l'ordre Pour le Mérite. Tout d'abord nommé directeur d'un département au sein du ministère de la Guerre, il est notamment responsable de la rédaction d'une loi sur le casernement et de l'introduction de nouveaux fusils produits par Mauser. Promu général de division (Generalmajor) en 1877, il commande par la suite plusieurs divisions et à chaque fois pour de très courtes périodes. C'est ainsi qu'il est à la tête d'une brigade d'infanterie à Stettin en 1878, d'une division à Metz en 1882, jusqu'à devenir chef de l'amirauté en 1883.

### Chef de la marine
En 1883, Caprivi devient en effet chef de la marine impériale allemande après la démission d'Albrecht von Stosch. Il obtient par la même occasion le grade de vice-amiral. Selon certains biographes, cette décision est prise contre la volonté explicite du chancelier Otto von Bismarck qui ne veut pas priver l'armée impériale d'un de ses meilleurs officiers. Thomas Nipperdey écrit au contraire qu'il s'agit d'une « mise au placard » de Caprivi en l'envoyant dans la marine,, d'autant plus que Caprivi n'avait eu jusque-là aucun emploi dans ce domaine. Caprivi accueille cette décision sans enthousiasme. Il se montre cependant bon administrateur en réformant la marine et en la renforçant.
Dès 1884, sa politique est avant tout marquée par le développement des torpilleurs pour la défense des côtes. Il rédige avec Alfred von Tirpitz un mémoire qui lui permet de défendre devant le Reichstag l'intérêt que représente la flotte. Pour lui, la défense est en effet capitale : « Je ne peux pas me défaire de l'idée que les aspirations et les croyances de notre corps d'officiers n'est toujours pas assez dirigées vers la guerre et vers ce qu'elle exigera en particulier de la marine allemande. […] Mais en dehors des plus hautes qualités morales, il faut pour être victorieux — et c'est le cas pleinement pour une Marine réduite — être pleinement conscient du bien-fondé des moyens employés. Quiconque veut avoir une place prédominante dans la guerre, doit, s'il ne veut pas s'exposer à de dangereuses surprises, s'être fait déjà en temps de paix une idée de ce qui peut arriver. », Il veut conforter l'empire dans son statut de puissance continentale et le pays étant de plus en plus dépendant du commerce maritime, il voit d'un très mauvais œil la possibilité d'un blocus occidental. Plaidant pour la professionnalisation de la Marine, il n'hésite alors pas à dépasser à plusieurs reprises le budget qui lui est attribué.
En 1888, peu après l'accession au pouvoir de Guillaume II, qui a une très haute estime de ses propres compétences dans le domaine naval, des différends apparaissent entre les deux hommes. L'empereur veut séparer le commandement administratif et militaire de la flotte qui sont jusqu'alors réunis sous la direction de l'amirauté. Mais c'est avant tout sur les nouvelles orientations stratégiques que la division est profonde. Caprivi défend une doctrine militaire traditionnelle et continentale, la flotte doit avoir un rôle purement défensif. Guillaume rêve au contraire de construire une flotte à vocation offensive capable de rivaliser en haute mer avec la puissance britannique. Caprivi pour marquer son désaccord, démissionne de son poste sans pouvoir entraver l'armement de la marine allemande. Il redevient alors général du Xe corps d'armée.

## Chancelier du Nouveau cours

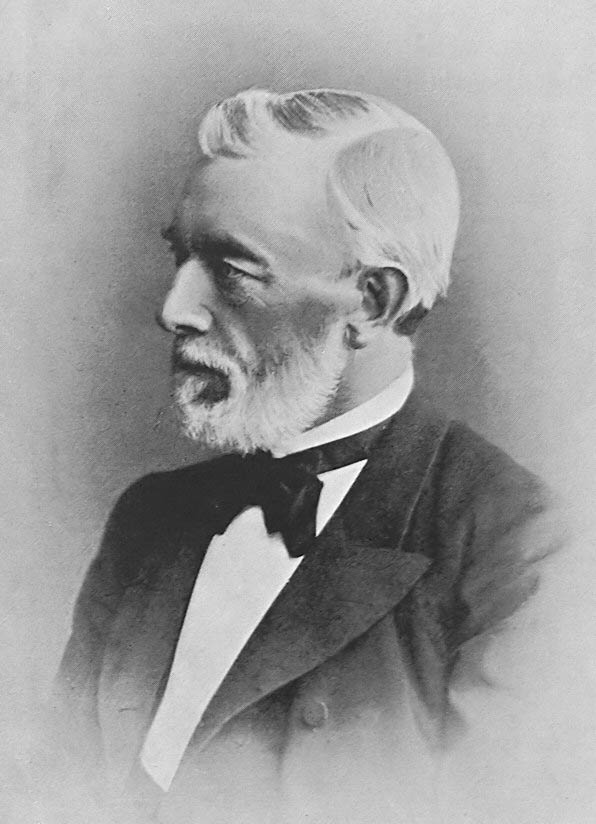
Johannes von Miquel a fortement influencé la politique de Caprivi.

La nomination de Caprivi au poste de chancelier impérial et ministre-président en 1890 en lieu et place d'Otto von Bismarck est une véritable surprise au vu de ses précédentes relations avec l'empereur,. Ce dernier décide de le nommer parce qu'il voit en lui un homme à contre-courant de Bismarck sur les sujets des lois antisocialistes, du Kulturkampf et des minorités. Il mène ainsi au départ une politique de réconciliation. Par ailleurs, Caprivi est un général qui a fait ses preuves et qui, l'empereur en est convaincu, peut redresser la situation politique intérieure par des mesures audacieuses. Après sa prise de fonction, Caprivi déclare au Berliner Tageblatt que sa tâche principale serait de « ramener la nation, après une époque révolue de grands hommes et de grandes réalisations, à une certaine normalité, ». Caprivi prend alors beaucoup d'initiatives politiques de manière indépendante. Cette politique est connue sous le nom de « Nouveau cours » (Neuer Kurs), expression employée en 1890 par Guillaume II. Elle est tout d'abord couronnée de succès, ce qui conforte l'empereur dans son choix.
L'historien Robert K. Massie le décrit au moment de son arrivée au pouvoir : « Caprivi, 59 ans, était l'archétype de l'officier prussien. Il menait une vie spartiate, n'était pas marié, ne fumait pas, avait peu de proches amis et peu d'ennemis. Il lisait de l'histoire et parlait aussi bien anglais que français. Ses mouvements étaient calmes, son abord ouvert et amical, sa diction claire ».
Caprivi promet au début de sa gouvernance de « prendre les bonnes idées, peu importe d'où ou de qui elles proviennent, pour le peu qu'elles soient compatibles avec le bien de l'État, ». Cela marque le début du nouveau cours aussi bien dans la politique intérieure qu'extérieure. Les grandes lignes de son programme économique émanent cependant de Johannes von Miquel, le meneur des nationaux-libéraux. Des réformes sont ainsi annoncées comme dans le domaine de la politique sociale. Dans le cabinet de Prusse, les membres les plus influents sont le ministre du commerce Hans Hermann von Berlepsch, le ministre de l'Intérieur Ernst Ludwig Herrfurth et le ministre de la Guerre Hans Karl Georg von Kaltenborn-Stachau. Dans son cabinet impérial, les secrétaires d'État Karl Heinrich von Boetticher et Adolf Marschall von Bieberstein ont également leur mot à dire. Cette politique de rééquilibrage ne conduit toutefois pas à une diminution de l'autorité étatique, que cette dernière provienne du gouvernement ou du monarque. Ainsi le strict contrôle de la liberté d'association est maintenu, la discipline, notamment au niveau politique, est renforcée vis-à-vis des fonctionnaires et des juges aux vues conservatives sont nommés pour traiter ces affaires. Thomas Nipperdey décrit cette politique de « conservatisme éclairé » pour l'administration,.
Pour pouvoir imposer ses projets politiques, Caprivi, tout comme Bismarck avant lui, doit composer avec l'approbation du Reichstag. Le changement vient de la position du nouvel empereur, qui veut prendre une plus grande place sur la scène politique que son prédécesseur. Ses prises de positions changeantes et ses exigences aux allures absolutistes, deviennent à partir de cette époque un facteur central dans la politique allemande. Par ailleurs, il ne faut pas sous-estimer l'influence et le pouvoir de nuisance opposés par l'ancien chancelier, quelque peu rancunier par sa démission forcée. Une autre difficulté pour Caprivi est la gestion du rapport entre la Prusse et l'Empire. Il adopte un style collégial au sein du cabinet ministériel prussien contrairement à son prédécesseur. Il en fait part à la chambre des représentants de Prusse dès son discours d'ouverture. Le fait qu'il ne demande pas à être systématiquement présent quand un de ses ministres veut s'entretenir avec l'empereur est aussi un changement majeur dans la façon d'exercer la fonction de chancelier. Cela le conduit toutefois à rencontrer de nombreuses difficultés pour imposer sa ligne politique. Ainsi en Prusse, son ministre des Finances, Miquel, acquiert un pouvoir total dans son domaine.

### Politique étrangère

#### Non prolongation du traité de réassurance
Bien que Caprivi soit un militaire, il ne considère pas la guerre comme une option. Aussi, il refuse de mener une guerre préventive contre la Russie avec l'aide de l'Autriche-Hongrie comme le lui conseille le feld-maréchal Alfred von Waldersee. Son ministre des Affaires étrangères von Bieberstein, tout comme l'éminence grise Friedrich von Holstein, lui déconseille de  prolonger le traité de réassurance avec la Russie. selon lui, ce traité pourrait nuire aux autres alliances allemandes. En effet, comme le souligne Holger Afflerbach, si l'Autriche-Hongrie avait pris connaissance de l'existence de ce traité qui était jusqu'alors secret et stipulant que l'Allemagne se tiendrait neutre en cas de guerre russo-autrichienne, il s'en serait suivi une dégradation considérable avec l'allié autrichien. Par ailleurs, l'antagonisme Angleterre-Russie étant à l'époque à son paroxysme, une alliance avec la Russie semble empêcher un rapprochement avec la Grande-Bretagne. L'empereur Guillaume II finit par accepter l'argumentation qui lui est présentée et le traité de réassurance n'est pas prolongé. Les relations entre l'empire allemand et l'empire russe se refroidissent. Cette décision politique, si elle est soutenue par l'empereur, suscite par contre une vive réaction du côté de Bismarck, qui était l'artisan du traité, lorsqu'elle est rendue publique,.
Dans la presse, Caprivi est attaqué pour négligence dans la politique extérieure. La thèse selon laquelle Caprivi a ainsi scellé l'encerclement de l'Empire allemand, qui mène par la suite à une guerre sur deux fronts lors de la Première Guerre mondiale est très répandue chez les historiens. Toutefois, il faut noter que les relations russo-allemandes avaient commencé à se dégrader à la fin de la gouvernance de Bismarck, en particulier à cause des nouvelles règles commerciales très strictes mises en place pour lutter contre les exportations de céréales en provenance de Russie. Par ailleurs de nombreux groupes d'influence au sein du pouvoir russe plaidaient pour un rapprochement avec la France dès la fin des années 1880. Un renouvellement du contrat n'aurait donc pas forcément suffi à empêcher ce changement d'alliance. D'ailleurs l'expiration du contrat n'est pas synonyme de crise entre les deux pays. Holstein est alors persuadée que l'antagonisme entre la Russie et l'Angleterre est si fort, que cette dernière doit tôt ou tard s'allier à l'Allemagne. Cela ne se produit pas, au contraire : la Russie noue en effet une alliance avec la France entre 1893 et 1894. L'Allemagne se rapproche en conséquence encore plus de l'Autriche. On assiste donc à la constitution de blocs concurrents bien marqués en Europe,.

#### Politique coloniale

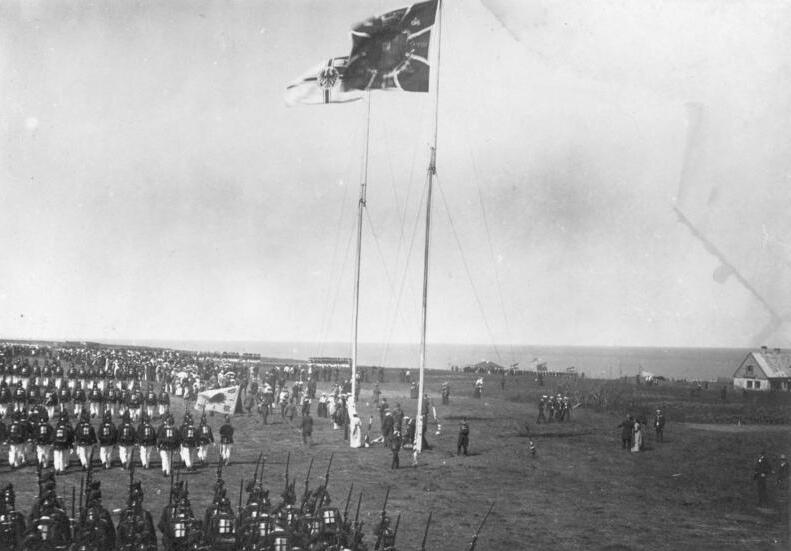
Parade de transfert de souveraineté à Heligoland le 10 août 1890.

Caprivi s'appuie sur la Triplice entre l'Allemagne, l'Autriche-Hongrie et l'Italie pour compenser la perte du traité de réassurrance et essaie de se rapprocher du Royaume-Uni en soignant les relations germano-britanniques. L'empire allemand décide alors de se retirer de Zanzibar et du Swahililand qui sont dominés par les Britanniques dans l'est de l'Afrique. La signature du traité Heligoland-Zanzibar, en préparation déjà du temps de Bismarck, permet d'échanger l'île d'Heligoland dans la mer du nord contre Zanzibar et une part du Bechuanaland. Par ailleurs, l'Allemagne reçoit la région de Caprivi qui vient s'ajouter au Sud-Ouest africain allemand, actuelle Namibie. L'acquisition d'Heligoland permet de sécuriser les côtes allemandes. Le traité permet également à l'Allemagne de signaler aux Britanniques qu'elle ne remet pas en question leur position de puissance coloniale dominante. Caprivi espère que ce contrat va mener à moyen terme à une alliance entre les deux États. Espoir déçus, en grande partie à cause des intérêts divergents concernant l'empire ottoman et à cause de la peur de la Grande-Bretagne d'être enfermée dans une alliance, préférant la politique du « splendide isolement »,. William Ewart Gladstone, le remplaçant de Salisbury en 1892, se montre très méfiant voire hostile aux projets ferroviaires et aux projets d'armement allemands en Turquie.
Caprivi a d'autant moins de difficultés à faire des concessions sur la question coloniale qu'il n'est pas un partisan de l'expansion coloniale. Il sait, tout comme Bismarck avant lui, que les forces militaires allemandes ne seraient pas suffisantes pour protéger l'empire colonial en cas de guerre étendue contre le Royaume-Uni. Il n'hésite pas devant le Reichstag même à tourner en dérision les partisans du colonialisme, soulignant le fait que posséder des colonies, aussi grand soit leur nombre, n'est pas synonyme de puissance. En 1896, deux ans après la démission de Caprivi, Georg Alexander von Müller, chef du cabinet de la Marine, souligne indirectement que la politique du chancelier est plutôt bien accueillie au moment de son application, étant donné qu'elle travaille à établir la puissance continentale allemande : « Le général von Caprivi n'a pas cru le moindre instant à la possibilité que l'Allemagne devienne une puissance mondiale, et la politique liée à son nom n'a eu de cesse d'assurer cette position de force sur le continent européen […] Elle procéda tout à fait logiquement dans le domaine de la politique intérieure en travaillant à renforcer l'armée, à réduire au sens strict la marine à son rôle de défense des côtes et à chercher à établir de bonnes relations avec l'Angleterre, l'allié naturel contre la Russie qui menace la puissance allemande en Europe. », Toutefois, il insiste sur le fait qu'en 1896, cette même politique est vilipendée parce qu'elle est allée à l'encontre de ce qui avait été fait jusqu'à présent en matière de politique expansionniste.

#### Politique commerciale
Une des caractéristiques de la politique de Caprivi est sa stratégie commerciale agressive : « Soit nous exportons des marchandises, soit nous exportons des personnes. Avec cette population croissante, nous ne serions pas en mesure de continuer à vivre sans une industrie qui croîtrait en proportion. », Pour lui, la conservation d'une industrie compétitive est le prérequis à toute aspiration durable au statut de grande puissance et cela d'autant plus que l'Allemagne est de plus en plus dépendante de ses importations. Entre 1889 et 1893, elles représentent 17,1 % du produit national brut. Conjointement les barrières douanières sont levées, y compris celles sur les céréales qui protégeaient jusqu'alors les grands propriétaires terriens de la concurrence.
Le redressement de l'économie dans les années 1890 après la Grande Dépression lui est également favorable. Sa politique se traduit à long terme, par un recul de l'agriculture dans l'empire au profit du développement industriel. Ainsi l'excédent allemand de la balance commerciale en matière produits finis industriels passe de 1 167 millions de marks en 1890 à 1044 en 1894, puis 1381 en 1898, 1783 en 1900, à 1986 en 1902, à 2725 en 1906. Le temps de la gouvernance semble donc marquer une nouvelle impulsion pour cet envol industriel. À l'inverse la balance commerciale en matière de produits alimentaires est déficitaire. Ce déficit s'accroît avec le temps ainsi en 1890, il est de 926 millions de marks, en 1894 de 1023, puis 1315 en 1898, 1542 en 1902 et 1745 en 1906.
La politique commerciale de Caprivi est aussi un moyen de pression diplomatique sur les autres pays. Un « tissu économique uni de 130 millions d'habitants » doit constituer une barrière contre l'éclatement d'une guerre. Il prend également en compte la montée des États-Unis et d'autres États hors d'Europe. Des contrats de longue durée sont conclus avec l'Autriche-Hongrie, l'Italie, la Suisse et la Belgique. D'autres contrats sont signés avec la Serbie, la Roumanie et l'Espagne. Ces décisions soldent l'héritage de Bismarck en matière de politique douanière, toutefois l'Empire reste loin de mener une politique de libre-échange et cela permet à Caprivi de garder la majorité au Reichstag. Les traités signés reposent sur une mécanique simple : l'Allemagne baisse ses tarifs douaniers et ses partenaires baissent les leurs sur les produits d'exportation allemands.
Pour le récompenser l'empereur lui attribue le titre de comte. Caprivi met également un terme à la guerre commerciale avec la Russie, ce qui ne se fait pas sans résistance au parlement. Cela permet à l'Allemagne d'exporter de nouveau des biens industriels et à la Russie d'exporter de nouveau des céréales, ce qui améliore également les relations diplomatiques entre les deux pays. Sur le plan intérieur, cette décision est par contre mal accueillie par le monde agricole,,.

### Politique intérieure

#### Politique de conciliation

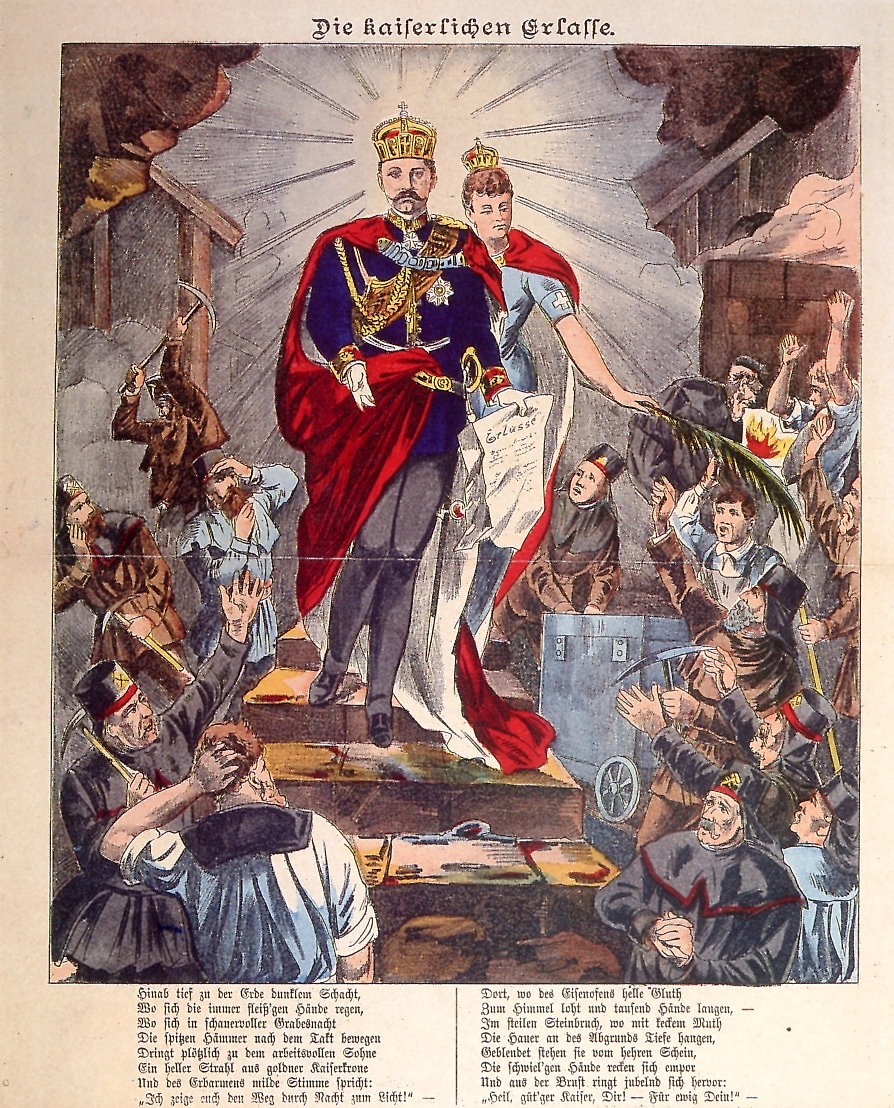
Les édits de février ou la vision utopique de Guillaume II de mener un empire « social », image de 1890.

Caprivi conçoit l'État comme un pouvoir monarchique et social, fondé sur des traditions chrétiennes. Il tente de réduire les différences et tensions sociales internes en associant tous les partis. « Le gouvernement peut réprimer, mâter, mais cela ne règle rien, les problèmes doivent être soignés de l'intérieur, en profondeur. Cela veut dire que le bien-être au sein de l'État, le sentiment de se sentir membre de cet État, la participation aux devoirs de l'État avec le cœur et l'esprit doivent être colportées à d'autres couches sociales, ». Cette déclaration est bien accueillie dans l'opinion publique et par le parlement. Caprivi se considère alors comme une sorte d'intermédiaire entre le roi et le Reichstag. Il ne peut toutefois pas s'appuyer sur un parti à son service au parlement et doit régulièrement composer avec les forces en présence pour trouver une majorité. Néanmoins sa politique a au départ des résultats encourageants.
Il ne tente pas de gagner à sa cause les grandes forces politiques en présence que sont les libéraux et les conservateurs. Au contraire, par des compensations il cherche à rallier les voix des Polonais et des représentants de l'ancien royaume de Hanovre au parlement. Le paiement des intérêts des fonds Welfs permet d'améliorer les relations avec les loyalistes de la maison de Hanovre. Vis-à-vis des Polonais, Caprivi se montre conciliant à la fois à cause de leurs voix au parlement mais également parce qu'il sait qu'en cas de conflit avec la Russie, l'Allemagne a besoin de leur soutien. Il fait également des concessions dans le débat sur l'utilisation du polonais comme langue dans les écoles de Posnanie, sur le travail de la banque collective polonaise qui est simplifié et sur la nomination d'archevêques polonais à Posen et Gniezno qui devient possible. Toutefois ces changements ne perdurent pas au-delà du mandat de Caprivi,,.
Il se rapproche également du Zentrum et des sociaux-démocrates. En direction des premiers, il dédommage l'Église pour le non-versement du financement public lors de la période dite du Kulturkampf. Pour les seconds, il réforme le système électoral des trois classes et refuse de renouveler les lois antisocialistes. Cela ne change cependant pas le fait que l'administration, la justice et la police se passent de loi pour continuer d'attaquer les sociaux-démocrates,,.

#### Politique sociale et réformes fiscales
Le but des réformes est de trouver une solution aux problèmes sociaux. L'empereur soutient ouvertement cette politique, on parle d'« empire social » (sozialen Kaisertums). Caprivi veut également diminuer le risque révolutionnaire en diminuant les tensions sociales et ainsi affaiblir les sociaux-démocrates. Le grand artisan de ces réformes est le ministre du commerce Hans Hermann von Berlepsch. Le travail dominical est par exemple interdit, tout comme celui des enfants de moins de 14 ans dans les usines, le temps de travail des adolescents et des femmes est limité. Un code du travail et des tribunaux associés est également rédigé pour régler les conflits entre ouvriers et patrons. Par ailleurs, le fait d'être social-démocrate est explicitement autorisé puisque les lois antisocialistes de 1878 ne sont pas reconduites. Un nouvel amendement à la loi minière prussienne est rédigé pour exiger la construction de logements pour les ouvriers. Cette politique sociale perd cependant rapidement de sa dynamique et à la fin de la gouvernance de Caprivi on revient à l'immobilisme.
La réforme fiscale de Miquel introduit un impôt sur le revenu progressif. Elle est favorable aux plus démunis mais aussi aux propriétaires terriens qui en profitent également. En parallèle, une loi sur les communes rurales est votée au parlement. Elle donne à 200 000 citoyens le droit de vote pour la première fois. Les conservateurs parviennent toutefois à vider la loi de l'essentiel de son contenu, si bien que la plupart des domaines agricoles ne sont pas touchés par la loi. De la même manière, ils arrivent à faire échouer les projets de réformes du système des trois classes. Ils exigent de plus la démission du ministre de l'Intérieur Ernst Ludwig Herrfurth, le conservateur Botho zu Eulenburg prend alors sa succession,,.

### Opposition

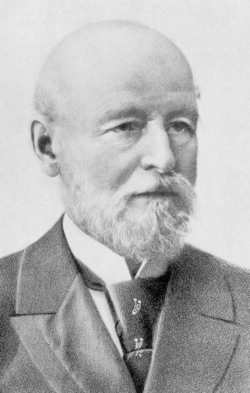
Botho Wendt zu Eulenburg est l'un des principaux responsables de la chute de Caprivi.

Sa politique de conciliation, sa politique commerciale et extérieure valent à Caprivi une large opposition.

#### Opposition de droite
L'un des principaux opposants de Caprivi est Otto von Bismarck, qui qualifie la politique de son successeur comme étant de gauche, s'appuyant sur les éloges que le nouveau chancelier reçoit des partis révolutionnaires. Par ailleurs, Bismarck est aidé par la certaine maladresse de Caprivi qui a interdit une rencontre entre l'ancien chancelier et l'empereur François-Joseph Ier d'Autriche. Bismarck, qui était devenu impopulaire à la fin de son mandat, regagne alors prestige et légitimité pour mener l'opposition de centre et de droite,.
Les partisans du colonialisme reprochent à Caprivi d'avoir bradé les intérêts allemands lors de la signature du traité de Zanzibar. Bismarck émet également de vives critiques, alors qu'il n'est favorable à l'expansion coloniale que dans de rares cas,. La ligue pangermaniste s'oppose également au chancelier, en particulier à cause de sa politique coloniale timide. Sa politique commerciale fait du monde agricole un autre ennemi de Caprivi. L'opposition s'organise autour des grands propriétaires terriens et gagne en nombre. En 1893, peu avant la formation de la Fédération des agriculteurs, l'appel suivant est formulé : « Nous devons crier, pour être entendu jusqu'au trône!.. Je propose ni plus ni moins, que nous rejoignons les sociaux-démocrates pour faire front contre le gouvernement, pour leur montrer que nous ne sommes pas prêts à continuer à nous laisser traiter de la sorte, pour leur montrer notre puissance. »,
Le journal conservateur la Kreuzzeitung parle le 20 décembre 1893 d'un « fossé infranchissable entre le chancelier et les conservateurs, ». Parmi ces derniers, les critiques portent principalement sur la réforme des communes rurales, le contrat commercial de 1891 avec l'Autriche et l'échec de la réforme scolaire qui a achoppé sur la question confessionnelle. Toutes ces critiques finissent par faire chuter la direction du parti jusqu'alors favorable au chancelier. Ils sont remplacés lors du Tivoliparteitag (jour du parti à Tivoli) par les partisans de Adolf Stoecker et les antisémites.

#### Crise autour de la réforme scolaire
C'est pour des raisons très différentes que Caprivi s'attire les foudres des partis qu'il courtise habituellement : les nationaux-libéraux, les radicaux et les conservateurs libres. Il a en effet présenté en Prusse une réforme scolaire, dont le contenu essentiel est d'introduire une base confessionnelle à l'école. Le but est de se rapprocher des conservateurs et du Zentrum. De manière assez inattendue, la présentation de ce projet de loi provoque un haro dans les bancs des libéraux et des conservateurs modérés. Guillaume II prend ses distances avec la loi. Cela conduit en 1892 à la démission du ministre de l'Éducation Robert von Zedlitz-Trützschler. Caprivi présente la sienne également. Finalement, il ne perd que son poste de ministre-président de Prusse au profit de Botho zu Eulenburg. Il reste toutefois chancelier impérial mais sort affaibli de ce conflit. Le fait que le pouvoir impérial et le pouvoir prussien soient occupés par des hommes politiques adversaires provoque certains blocages. Paradoxalement, ce conflit interne renforce le rôle de l'empereur dans la vie politique allemande, on parle de régime personnel. Caprivi perd également une partie de la confiance de l'empereur,.

#### Débat sur l'organisation de l'armée
La précédente crise est partiellement éclipsée par la polémique sur l'organisation de l'armée. Caprivi réussit en fait à imposer une nouvelle organisation qui prévoit en parallèle d'une augmentation des forces armées de réduire la durée du service militaire de trois à deux ans. Cette dernière décision est vivement critiquée par certains conseillers militaires de l'empereur, tandis que d'autres réformateurs saluent au contraire l'initiative car elle augmente le nombre des réservistes. Caprivi y perd globalement le soutien des militaires, Guillaume II se montre réticent, mais finit par se laisser convaincre. Le Reichstag rejette cependant le projet du fait du coût trop élevé, ce qui conduit à sa dissolution et aux élections de 1893. Le nouveau parlement est majoritairement d'accord avec la réforme, ce qui permet le vote de celle-ci. Cette question a toutefois pour conséquence de diviser le camp des libéraux de gauche : tandis qu'Eugen Richter et le Parti populaire radical refusent fermement le projet, l'Union radicale cherche un accord avec le chancelier.
Le Zentrum, qui est au départ prêt à soutenir Caprivi, prend ses distances à cause du conflit sur la réforme scolaire,.

### Chute

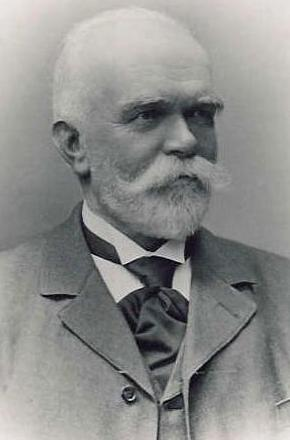
Caprivi perd ses soutiens dès 1893.

En 1893, la position de Caprivi est très affaiblie. Il n'a plus de majorité stable au parlement, la Prusse s'est transformée en contre-pouvoir. Dans l'opinion publique l'opposition de droite fait monter la colère contre le chancelier qui est de moins en moins soutenu par l'empereur. La chute du chancelier est provoquée par sa position vis-à-vis des sociaux-démocrates. Sous l'influence grandissante de Carl Ferdinand von Stumm-Halberg, l'empereur s'est détourné depuis longtemps de sa politique sociale initiale et finit par demander une loi contre les partis révolutionnaires. Eulenburg annonce donc vouloir proposer une loi impériale sur les « tendances révolutionnaires ». Il est alors évident que le Reichstag ne donnera pas son aval. En conséquence, il devra être dissout et de nouvelles élections avoir lieu. On peut également prévoir que le nouveau parlement, pas plus que le premier ne votera la loi. Par la suite une nouvelle loi électorale permettant d'obtenir une majorité stable devra être votée. C'est du moins le plan prévu par le pouvoir. Il doit permettre de se débarrasser de Caprivi qui ne peut pas survivre au vote d'une loi semblable aux lois antisocialistes. De plus, Guillaume II fait de la lutte contre les partis révolutionnaires une affaire personnelle. Caprivi s'oppose à ces aspirations et propose sa démission.
L'empereur essaie dans un premier temps de le garder et se retourne contre Eulenburg qui parvient tout de même à convaincre Guillaume II que Caprivi est responsable des fuites et des publications de certaines conversations entre le chancelier et le monarque. En conséquence, ce dernier décide le 26 octobre 1894 de renvoyer à la fois Caprivi et Eulenburg,,,.
Chlodwig zu Hohenlohe-Schillingsfürst est nommé le 29 octobre 1894 à la fois chancelier impérial et ministre-président de la Prusse. Le soir de sa démission, Caprivi brûle ses papiers personnels puis se retire à Montreux où il reste des mois durant. Son retrait de la politique est total. Il vit près de son neveu dans les environs de Francfort-sur-l'Oder et refuse de répondre aux sollicitations au sujet de sa période au pouvoir, cela pouvant avoir des répercussions politiques.

## Perception

### Par ses contemporains
Les contemporains de Caprivi le jugent de diverses manières. L'historien social-démocrate Franz Mehring écrit en rétrospective dans le Die Neue Zeit que Caprivi a « mis fin aux pires dérives et à la corruption la plus vile, qui étaient la norme du temps de Bismarck… si longtemps que cette société reste en place, elle ne livrera pas de meilleur chancelier que ne l'était Caprivi, ». Karl Bachem, expert en histoire au sein du Zentrum, juge Caprivi de manière positive.
Otto von Bismarck a au début adressé des éloges à Caprivi : celui-ci « a les idées claires, un bon cœur, une nature généreuse et une grande force de travail. Le tout en fait un homme du premier rang, ». Mais il va compter rapidement parmi ses opposants les plus virulents. Ses partisans et lui réussissent rapidement à l'aide d'une propagande adaptée à faire passer Caprivi pour un « nain politique » (politischen Zwerg). Philipp zu Eulenburg, ami très proche de l'empereur, décrit de manière humoristique Caprivi comme étant le « mélange d'un sous-officier et d'un comptable, ». Au Royaume-Uni, à la différence de ses successeurs, Caprivi profite d'une haute estime.
Influencée par les déclarations de Bismarck, l'image de Caprivi s'est longtemps résumée à la non-prolongation du traité de réassurance qui est souvent considérée comme une erreur. Cette décision, qui a des conséquences catastrophiques, paraît être en rupture avec la politique extérieure qu'avait menée Bismarck. On cite souvent les mémoires du général von Schweidnitz publiées dans les années 1920 pour montrer l'incompétence de Caprivi en matière de politique étrangère. Il était ambassadeur d'Allemagne en Russie du temps de la gouvernance de Caprivi. Il écrit : « Humble, honnête et sérieux qu'il était, il m'expliqua un jour qu'il se trouvait dans une passe difficile à cause de la question du renouvellement du contrat russe, à la différence de Bismarck, qui comme le disait métaphoriquement Guillaume Ier, pouvait jongler avec cinq billes de verre, Caprivi lui ne pouvait jongler qu'avec deux,. »

### Historiographie
Caprivi ayant brûlé ses archives, il n'existe de lui que très peu de documents personnels et il n'existe à ce jour aucune biographie scientifique complète à son sujet. La seule biographie assez complète mais limitée aux évènements de la vie du chancelier est celle de Georg Gothein publiée en 1917.
Caprivi a été longtemps décrit par les historiens comme un général travailleur, honnête, mais aussi un peu limité, qui dût prendre la difficile succession de l'unificateur de l'Allemagne. Ces dernières décennies, cette image a été quelque peu nuancée. La non-reconduction du contrat est maintenant considérée par les historiens non plus comme une catastrophe, mais plutôt comme une nécessité du moment. Heinrich Otto Meisner le décrit comme un discoureur honnête, mais manquant quelque peu de persuasion dans les négociations. Il était par ailleurs discourtois voire impoli avec l'impératrice. Toujours selon lui, Caprivi n'était qu'un chancelier en uniforme à l'habilité et à l'instinct politique limités. Il avait par ailleurs une personnalité méticuleuse, qui voulait convaincre et être convaincue, travailleur acharné, voulant comprendre en profondeur des choses que la plupart des autres effleurent seulement.
À l'opposé de ces portraits peu flatteurs, Golo Mann le dépeint à la fin des années 1950 de manière beaucoup plus élogieuse. Pour ce dernier, Caprivi avait les idées claires et une grande ténacité. Il était sans préjugé et incorruptible : « Dans la lignée des chanceliers entre 1890 et 1918, il était le meilleur ». Il était, toujours selon Mann, bien intentionné mais manquait d'expérience politique. Il comptait sur le soutien du bon sens de ses collègues, il n'avait cependant pas compris qu'en politique il n'y a que peu de personnes bien intentionnées et encore moins qui peuvent aller au bout de leurs intentions.
Les historiens actuels le perçoivent comme quelqu'un de timide mais lui attribuent un certain nombre de qualités. Klaus Rüdiger défend le fait que le passage d'une Allemagne agraire à un pays véritablement industriel est à mettre au crédit du chancelier, tout en essayant de rendre la transition aussi douce que possible avec des lois sociales et commerciales en parallèle. Il était par ailleurs capable de compromis et d'autocritique. Son obstination dans la réalisation de ses objectifs était également très supérieure à la moyenne. L'échec de sa politique de réformes à la fois conservatrices et libérales serait dû à son impuissance sur la scène diplomatique mêlée à ses adversaires sur le plan intérieur. Heinrich August Winkler explique également que Caprivi et ses ministres étaient animés d'une réelle volonté de réformer. Mais le chancelier doit toujours rattraper ses « grosses erreurs », surtout dans la réforme scolaire et la réorganisation de l'armée.
Nipperdey voit dans la politique du nouveau cours une tentative de restructurer en profondeur le système qui aurait pu donner de bons résultats, mais qui impliquait ostensiblement une réorientation de la politique de l'Empire. Il échoua dans sa politique de réformes conservatrices, à la fois bureaucratiques et rationnelles, face à la constellation des partis politiques, à la résistance des groupes d'intérêt comme la Fédération des agriculteurs, aux tensions entre Prusse et Empire, à la supériorité des agriculteurs conservateurs féodaux et enfin face à la monarchie militaire semi-absolutiste mise en place par Guillaume II. Ce dernier par son « explosivité » (comprendre « impulsivité »), et ses aspirations à un régime personnel, condamne définitivement Caprivi. Hans-Ulrich Wehler, de son côté, voit dans le programme ambitieux qu'est le nouveau cours, une politique en rupture avec celle de Bismarck, mais qui ne pouvait réussir sans un solide soutien politique.

### Postérité
Une région de Namibie porte son nom. La bande de terre reliant cette région au reste du pays est dénommée bande de Caprivi. Par extension, un groupe séparatiste de la région, créé en 1994, a pris le nom de Caprivi Liberation Army, la guerre qui l'oppose alors au gouvernement central namibien est dénommée conflit de Caprivi.
Diverses villes allemandes ont nommé des rues en son honneur : à Hambourg, Osnabrück et Kiel notamment. Une zone non incorporée dans le Comté de Cumberland en Pennsylvanie (États-Unis) a également cette dénomination.
Un navire à vapeur de transport de passager, mis à l'eau en 1890, a également porté le nom de Caprivi (de).

## Écrits
- (de) Leo Von Caprivi et R. Arndt (dir.), Reden, 1894, réédité (de) Die Reden des Grafen von Caprivi, Hambourg, Severus, 2011, 402 p. (ISBN 978-3-86347-147-7, lire en ligne).
- (de) Leo Von Caprivi et Max Schneidewin (dir.), « Briefe », Deutsche Revue, nos 47/2,‎ 1922.

### Sur Caprivi
- (de) Rudolf Arndt, Leo Graf von Caprivi. Die Reden des Grafen von Caprivi, Reihe Deutsches Reich - Schriften und Diskurse, SEVERUS Verlag, 2011, 402 p. (ISBN 978-3-86347-147-7 et 3-86347-147-4, lire en ligne).
- (de) Robert Geis, Der Sturz des Reichskanzlers Caprivi, Ebering, 1930.
- (de) Georg Gothein, Reichskanzler Graf Caprivi. Eine historische Würdigung, Munich, 1917.
- (de) Heinrich Otto Meisner, « Caprivi, Leo von. », dans Neue Deutsche Biographie (NDB), vol. 3, Berlin, Duncker & Humblot, 1957, p. 134–135 (original numérisé).
- (de) Klaus Rüdiger Metze et Wilhelm von Sternburg (dir.), Die deutschen Kanzler. Von Bismarck bis Kohl., Berlin, Aufbau-Taschenbuch-Verlag, 1998 (ISBN 3-7466-8032-8), « Leo von Caprivi (1831–1899) », p. 39–54.
- (de) Bernhard von Poten, « Caprivi, Leo Graf von », dans Allgemeine Deutsche Biographie (ADB), vol. 47, Leipzig, Duncker & Humblot, 1903, p. 445-450.
- (de) Hartwin Spenkuch, Acta Borussica, Die Protokolle des Preußischen Staatsministeriums 1817–1934/38, t. 8/I, Hildesheim, Olms-Weidmann, 2003, 757 p. (ISBN 3-487-11005-9, lire en ligne), « 21. März 1890 bis 9. Oktober 1900. »
- (de) Hartwin Spenkuch, Acta Borussica, Die Protokolle des Preußischen Staatsministeriums 1817–1934/38, t. 8/II, Hildesheim, Olms-Weidmann, 2003 (ISBN 3-487-11827-0, lire en ligne), « 21. März 1890 bis 9. Oktober 1900. »
- (de) Richard Theis, Die Wehrpolitik des Deutschen Reiches unter Reichskanzler Graf Caprivi und Fürst Hohenlohe, Ruprecht-Karls-Universitat Heidelberg, 1938.
- (de) Rolf Weitowitz, Deutsche Politik und Handelspolitik unter Reichskanzler Leo von Caprivi : 1890-1894, Dusseldorf, Droste, 1978, 406 p. (ISBN 3-7700-0484-1).

### Contexte historique
- (de) Holger Afflerbach, Der Dreibund : europäische Großmacht- und Allianzpolitik vor dem Ersten Weltkrieg, Vienne, Böhlau Verlag Wien, 2002, 983 p. (ISBN 3-205-99399-3).
- (de) Julia Cholet, Der Etat des Deutschen Reiches in der Bismarckzeit, Berlin, BWV Verlag, 2012, 505 p. (ISBN 978-3-8305-3057-2 et 3-8305-3057-9, lire en ligne).
- (de) Roland Foerster, Die Wehrpflicht, t. 43 : Beiträge zur Militär- und Kriegsgeschichte, Munich, Oldenbourg Verlag, 1994, 262 p. (ISBN 3-486-56042-5).
- (de) Rolf Hobson, Maritimer Imperialismus : Seemachtideologie, seestrategisches Denken und der Tirpitzplan, 1875-1914, Oldenbourg Verlag, 2004, 388 p. (ISBN 3-486-56671-7).
- (de) Wolfgang Neugebauer, Handbuch der Preussischen Geschichte, t. 3, Berlin, Walter de Gruyter, 2001, 812 p. (ISBN 3-11-014092-6).
- (de) Sigmund Neumann, Die Stufen des preussischen Konservatismus : ein Beitrag zum Staats- und Gesellschaftsbild Deutschlands im 19. Jahrhundert, t. 190 : Historische Studien, Kraus, 1965.
- (de) Thomas Nipperdey, Deutsche Geschichte, t. 2 : 1866–1918. Machtstaat vor der Demokratie, Munich, C. H. Beck, 1992, 948 p. (ISBN 3-406-34801-7, lire en ligne).
- (de) Cornelius Torp, Die Herausforderung der Globalisierung, t. 168 : Kritische Studien Zur Geschichtswissenschaft, Gœttingue, Vandenhoeck & Ruprecht, 2005, 430 p. (ISBN 3-525-35150-X, lire en ligne).
- (de) Werner Rahn, Deutsche Marinen im Wandel : Vom Symbol nationaler Einheit zum Instrument internationaler Sicherheit, Oldenbourg Verlag, 2005, 738 p. (ISBN 3-486-57674-7).
- (de) John Röhl, Kaiser, Hof und Staat : Wilhelm II. und die deutsche Politik, Beck, 2002, 289 p. (ISBN 3-406-49405-6, lire en ligne).
- (de) Volker Ullrich, Die nervöse Großmacht, Fischer Taschenbuch, 1999, 717 p. (ISBN 3-596-11694-5).
- (de) Hans-Ulrich Wehler, Deutsche Gesellschaftsgeschichte, t. 3 : Von der deutschen Doppelrevolution bis zum Beginn des Ersten Weltkrieges. 1849–1914, Munich, Beck, 1995 (ISBN 3-406-32490-8).
- (de) Hans Meier-Welcker, Handbuch zur deutschen Militärgeschichte, 1648-1939, t. 4, Bernard und Graefe, 1975.
- (de) Heinrich August Winkler, Der lange Weg nach Westen, t. 1 : Deutsche Geschichte 1806–1933, Bonn, Bundeszentrale für Politische Bildung, 2002, 652 p. (ISBN 3-89331-463-6).

## Citations
1. ↑  « Ich kann mich des Eindrucks nicht erwehren, daß das Sinnen und Denken unseres Offizierkorps immer noch nicht genug auf den Krieg und das, was er insbesondere von der deutschen Marine fordern wird, gerichtet ist […] Zum Siegen gehört aber außer der höchsten moralischen Eigenschaften, vollends für eine kleine Marine, das klare Bewußtsein von der Richtigkeit der gewählten Mittel. Wer im Kriege führen will, muß, wenn er nicht gefährlichen Überraschungen ausgesetzt sein will, sich ein Bild von dem, was kommen kann, schon im Frieden gemacht haben. »
2. ↑  « die Nation nach der vorangegangenen Epoche großer Männer und Taten in ein Alltagsdasein zurückzuführen. »
3. ↑  « das gute zu nehmen, von wo und durch wen es auch kommt, wenn es mit dem Staatswohl vereinbar ist »
4. ↑  « Der General von Caprivi hat an die Möglichkeit einer Weltmachtstellung für Deutschland gar nicht geglaubt, und die an seinen Namen geknüpfte Politik hat nur die Behauptung der Machstellung auf dem europäischen Kontinent im Auge gehabt. […] Sie verfuhr ganz folgerichtig, indem sie im Inneren auf die Stärkung der Armee hinarbeitete, die Marine auf die Rolle der Küstenverteidigung im engeren Sinne beschränkend, und indem sie gute Beziehungen zu England, dem natürlichen Verbündeten gegen das die europäische Machtstellung Deutschlands gefährdende Rußland suchte. »
5. ↑  « Entweder wir exportieren Waren, der wir exportieren Menschen. Mit dieser steigenden Bevölkerung ohne eine gleichmäßig zunehmende Industrie sind wir nicht in der Lage, weiterzuleben. »
6. ↑  « Wirtschaftsgebiet mit 130 Millionen Menschen »
7. ↑  « Die Regierung kann niederhalten, niederschlagen, damit ist die Sache aber nicht gemacht, die Schäden müssen von innen heraus geheilt werden. … Dazu gehört, dass man das Wohlbefinden im Staat, das Sichheimischfühlen, die Teilnahme mit Kopf und Herz an den Aufgaben des Staates in weitere Kreise getragen wird. »
8. ↑  « Wir müssen schreien, dass es bis an die Stufen des Thrones vernommen wird! … Ich schlage nicht mehr oder weniger vor, als dass wir unter die Sozialdemokraten gehen und ernstlich gegen die Regierung Front machen, ihr zeigen, dass wir nicht gewillt sind, uns weiter so schlecht behandeln zu lassen, wie bisher, und sie unsere Macht spüren lassen. »
9. ↑  « unüberbrückbaren Kluft zwischen dem Kanzler und den Konservativen »
10. ↑  « die ärgsten Auswüchse der schmutzigen Korruption beseitigt, die unter Bismarck die deutschen Zustände durchdrungen hatte. … So lange die Gesellschaft besteht, wird sie keinen besseren Reichskanzler mehr liefern, als Caprivi war. »
11. ↑  « habe einen klaren Kopf, ein gutes Herz, eine großmütige Natur und eine große Arbeitskraft. Alles in allem ein Mann ersten Ranges. »
12. ↑  « Mischung aus Unteroffizier und Rechnungsrat. »
13. ↑  « Bescheiden, ehrlich und ernst erklärte er mir, dass die größte Schwierigkeit, vor der er jetzt stehe, die Frage wegen der Erneuerung des russischen Vertrages sei, denn er könne nicht wie Fürst Bismarck, nach dem bekannten Gleichnis Wilhelm I., als Jongleur mit fünf Glaskugeln spielen, er könne nur zwei Glaskugeln gleichzeitig halten. »